# Dominique Reyal
Dominique Reyal (ur. 29 września 1982) – martynikański piłkarz występujący na pozycji napastnika.

## Kariera klubowa
W sezonie 2003/2004 Reyal grał w zespole Club Franciscain i zdobył z nim mistrzostwo Martyniki oraz Puchar Martyniki.

## Kariera reprezentacyjna
W reprezentacji Martyniki Reyal zadebiutował w 2003 roku. W tym samym roku został powołany do kadry na Złoty Puchar CONCACAF. Zagrał na nim w meczach ze Stanami Zjednoczonymi (0:2) i Salwadorem (0:1), a Martynika zakończyła turniej na fazie grupowej.